# Sondertribunale in Frankreich während des Zweiten Weltkrieges
Die Sondertribunale in Frankreich während Zweiten Weltkrieges (Sections spéciales en France pendant la Seconde Guerre mondiale) wurden 1941 eingerichtet, um kommunistische und anarchistische Taten abzuurteilen. Es wurden überwiegend drakonische Strafen verhängt.

## Vorgeschichte
Im Waffenstillstand von Compiègne kapitulierte Frankreich 1940 vor dem Deutschen Reich. Frankreich wurde in zwei Zonen unterteilt: Die besetzte Zone (zone occupée) im Norden und Westen des Landes und die freie Zone (zone libre) im Süden und Südosten, die etwa 40 % der Fläche Frankreichs umfasste. In der freien Zone wurde in Vichy unter Philippe Pétain das Vichy-Regime installiert.
Für die französischen Kommunisten war der Hitler-Stalin-Pakt schwer zu ertragen. Nach dem Angriff des Deutschen Reiches auf die Sowjetunion entschloss man sich zu einem Attentat auf einen zufällig ausgewählten deutschen Soldat. Am 21. August 1941 erschoss Pierre Georges (auch bekannt als Colonel Fabien) in der Metrostation Barbès – Rochechouart den Marineangehörigen Alfons Moser. Moser wurde beim Einsteigen in den Waggon von mehreren Schüssen in den Rücken getroffen und war sofort tot. Die Täter konnten entkommen.

## Einrichtung der Sondertribunale
Es wurde befürchtet, dass die Deutschen eine heftige Reaktion zeigen würden. Tatsächlich verlangte Hitler die Erschießung von Geiseln. Der französische Innenminister Pierre Pucheu ergriff die Initiative. Er wollte nicht, dass die Deutschen die zu Erschießenden auswählten. Es sollten Ruhe und Ordnung im Land geschaffen werden und man wollte lieber selbst Einfluss haben auf die hinzurichtenden Personen.
Mit Hans Speidel, Chef des Kommandostabes beim Militärbefehlshaber in Frankreich Otto von Stülpnagel wurde vereinbart, dass auf das Erschießen von Geiseln verzichtet werde, wenn die Franzosen selbst eine Anzahl von Kommunisten und Juden hinrichten. So entstand am 22. August 1941 in aller Eile ein auf den 14. August rückdatiertes Gesetz über die Errichtung der Sondertribunale. Das Gesetz wurde am 23. August 1941 im Gesetzblatt (Journal officiel) veröffentlicht.
Mit dem Gesetz wurden die Sondertribunale in der freien Zone bei den Militärtribunalen und in der besetzten Zone bei den Berufungsgerichten errichtet. Die Sondertribunale waren dazu bestimmt, kommunistische und anarchistische Aktivitäten zu bekämpfen und entschieden in erster und letzter Instanz. Rechtsmittel gegen die Urteile waren nicht vorgesehen. Die Verhandlungen sollen schnell ablaufen, so dass die Tat nicht in allen Einzelheiten aufgeklärt werden musste, solange an der generellen Schuld des Täters kein Zweifel bestand.
Vor allem bedeutete das Gesetz die Abkehr von zwei wichtigen rechtsstaatlichen Prinzipien: Nulla poena sine lege (keine Strafe ohne Gesetz) und Ne bis in idem (Verbot der Doppelbestrafung). Das Gesetz galt also auch für Taten, die vor seinem Inkrafttreten begangen wurden und es konnten Personen erneut verurteilt werden, die wegen der Tat bereits verurteilt worden waren. Dies bedeutete eine völlige Abkehr von den spätestens seit Montesquieu in allen aufgeklärten Ländern geltenden Rechtsgrundsätzen.
Da man die wahren Täter noch nicht ermittelt hatte, griff man für die ersten Verhandlungen vor den Sondertribunalen zurück auf Kommunisten und Juden, die wegen anderer Taten bereits in den Gefängnissen einsaßen. Die ersten in Paris zum Tode verurteilten waren die Kommunisten Émile Bastard, Abraham Trzebrucki und André Bréchet, die zum Teil nur geringfügige Taten begangen hatten, wie z. B. kommunistische Propaganda angeklebt oder bei der Einwanderung nach Frankreich einen falschen Namen angegeben hatten. Lucien Sampaix, einstmals Chefredakteur der linken Tageszeitung L’Humanité wurde „nur“ zu verschärfter Zwangsarbeit verurteilt, letztlich jedoch von den Deutschen im Dezember 1941 erschossen.
Die Urteile waren abgesprochen, die Staatsanwälte sollten die Strafen beantragen, die bei den Vorbesprechungen vereinbart worden waren. Manche Richter verweigerten ihre Mitarbeit an den Sondertribunalen, weil sie nicht gegen das Rückwirkungsverbot verstoßen wollten. Manche Staatsanwälte hielten sich nicht an die Absprachen und beantragten nur eine geringe Gefängnisstrafe, während das Gericht gleichwohl zu einem Todesurteil kamen. Die Verhandlungen einschließlich Beratung des Gerichts und Urteilsverkündung dauerten in der Regel nur eine halbe bis eine Stunde. Die Öffentlichkeit war von den Verhandlungen stets ausgeschlossen (huis clos).
Außerhalb von Paris wurden im August 1941 neun Todesurteile verhängt. Die Deutschen verlangten wenigstens 30 Todesurteile; so viele konnten nicht geliefert werden. Anstelle der nicht von den Franzosen zum Tode verurteilten wurden Geiseln erschossen.

## Nachspiel
Nach der Befreiung Frankreichs wurden die offensichtlichen Kollaborateure zur Verantwortung gezogen. Darüber hinaus wurde von der provisorischen französischen Regierung ein Gesetz geschaffen, mit dem untersucht werden sollte, ob sich jemand würdelos verhalten hatte (Indignité nationale). Damit sollten die kleineren und mittleren Mitläufer durch die Épuration légale zur Verantwortung gezogen werden. Diese Vorgehensweise ist vergleichbar mit dem in den westlichen Besatzungszonen Deutschlands durchgeführten Spruchkammerverfahren zur Entnazifizierung.
Die Sondertribunale wurden in normale Straf- oder Zivilkammern zurückgeführt. Keiner der Juristen wurde für seine Mitwirkung bei der Section special in irgendeiner Form bestraft. Lediglich der Innenminister des Vichy-Regime Pierre Pucheu wurde auch für die Errichtung der Sondertribunale zur Verantwortung gezogen. Zum Zeitpunkt der Befreiung befand er sich in Französisch-Algerien. Dort wurde ihm der Prozess gemacht wegen Defätismus, Landesverrats, Mordes an Widerstandskämpfern und Jagd nach Arbeitern zum Vorteil des Nazireichs und er wurde am 20. März 1944 in Algier mit der Guillotine hingerichtet.

## Darstellung im Film
Der Film „Sondertribunal – Jeder kämpft für sich allein (Section spéciale)“ des Regisseurs Constantin Costa-Gavras aus dem Jahr 1975 gibt eine genaue Darstellung der Sondertribunale.